# Јасмина Миловановић
Јасмина Миловановић (1. март 1987) српска је репрезентативка у стрељаштву.

## Биографија
Рођена је 1. марта 1987. године у Београду где је завршила и основну школу, средњу школу и Факултет за специјалну едукацију и рехабилитацију. Од учешћа на Европском првенству 2004. године је чланица репрезентације Србије у стрељаштву. Од маја 2019. године припадница је Спортске јединице Министарства одбране и Војске Србије.
Јасминин рођени брат Димитрије Гргић је такође репрезентативац Србије у стрељаштву и са њим је неколико пута учествовала у пару и бележила добре резултате и освајала медаље.

## Каријера
Забележила је много добрих међународних резултата од којих су најзапаженији медаље на Европском првенству екипно 2017. и 2019. године са Зораном Аруновић и Бобаном Величковић. На Светском купу 2019. је освојила бронзану медаљу у категорији 10 м ваздушни пиштољ и обезбедила учешће на Летњим олимпијским играма 2020. На играма је у тој дисциплини заузела 33. место, док је у дисциплини 25 м пиштољ заузела 30. место.